# Comuna Rebrișoara, Bistrița-Năsăud
Rebrișoara (în maghiară: Kisrebra) este o comună în județul Bistrița-Năsăud, Transilvania, România, formată din satele Gersa I, Gersa II, Poderei și Rebrișoara (reședința).

## Demografie
Componența etnică a comunei Rebrișoara
     Români (92,56%)
     Alte etnii (0,24%)
     Necunoscută (7,2%)
Componența confesională a comunei Rebrișoara
     Ortodocși (74,98%)
     Penticostali (17,18%)
     Alte religii (0,5%)
     Necunoscută (7,34%)
Conform recensământului efectuat în 2021, populația comunei Rebrișoara se ridică la 4.209 locuitori, în scădere față de recensământul anterior din 2011, când fuseseră înregistrați 4.269 de locuitori. Majoritatea locuitorilor sunt români (92,56%), iar pentru 7,2% nu se cunoaște apartenența etnică. Din punct de vedere confesional, majoritatea locuitorilor sunt ortodocși (74,98%), cu o minoritate de penticostali (17,18%), iar pentru 7,34% nu se cunoaște apartenența confesională.

## Politică și administrație
Comuna Rebrișoara este administrată de un primar și un consiliu local compus din 13 consilieri. Primarul, Ștefan Cîrcu[*], de la Partidul Social Democrat, este în funcție din 1 noiembrie 2024. Începând cu alegerile locale din 2024, consiliul local are următoarea componență pe partide politice:
|  | Partid                          | Consilieri | Componența Consiliului | Componența Consiliului | Componența Consiliului | Componența Consiliului | Componența Consiliului | Componența Consiliului | Componența Consiliului |
|  | ------------------------------- | ---------- | ---------------------- | ---------------------- | ---------------------- | ---------------------- | ---------------------- | ---------------------- | ---------------------- |
|  | Partidul Social Democrat        | 7          |                        |                        |                        |                        |                        |                        |                        |
|  | Partidul Național Liberal       | 5          |                        |                        |                        |                        |                        |                        |                        |
|  | Alianța pentru Unirea Românilor | 1          |                        |                        |                        |                        |                        |                        |                        |

## Atracții turistice
- Biserica de lemn „Sfinții Arhangheli Mihail și Gavriil” din satul Gersa I, construcție din 1721, monument istoric
- Rezervația naturală Tăușoare-Zalion (71 ha)

## Imagini

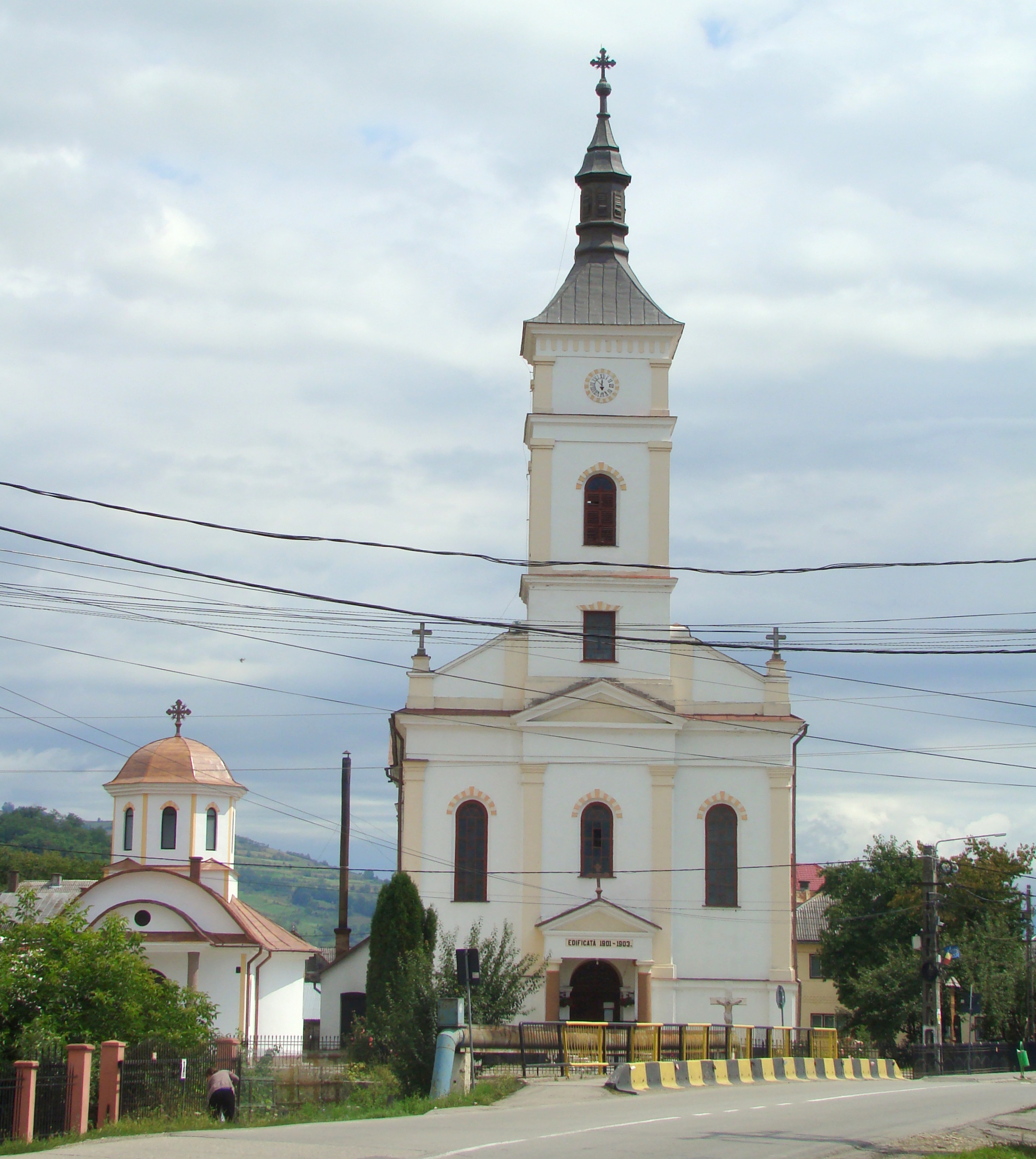
Biserica „Sfinții Arhangheli Mihail și Gavriil” (1901)
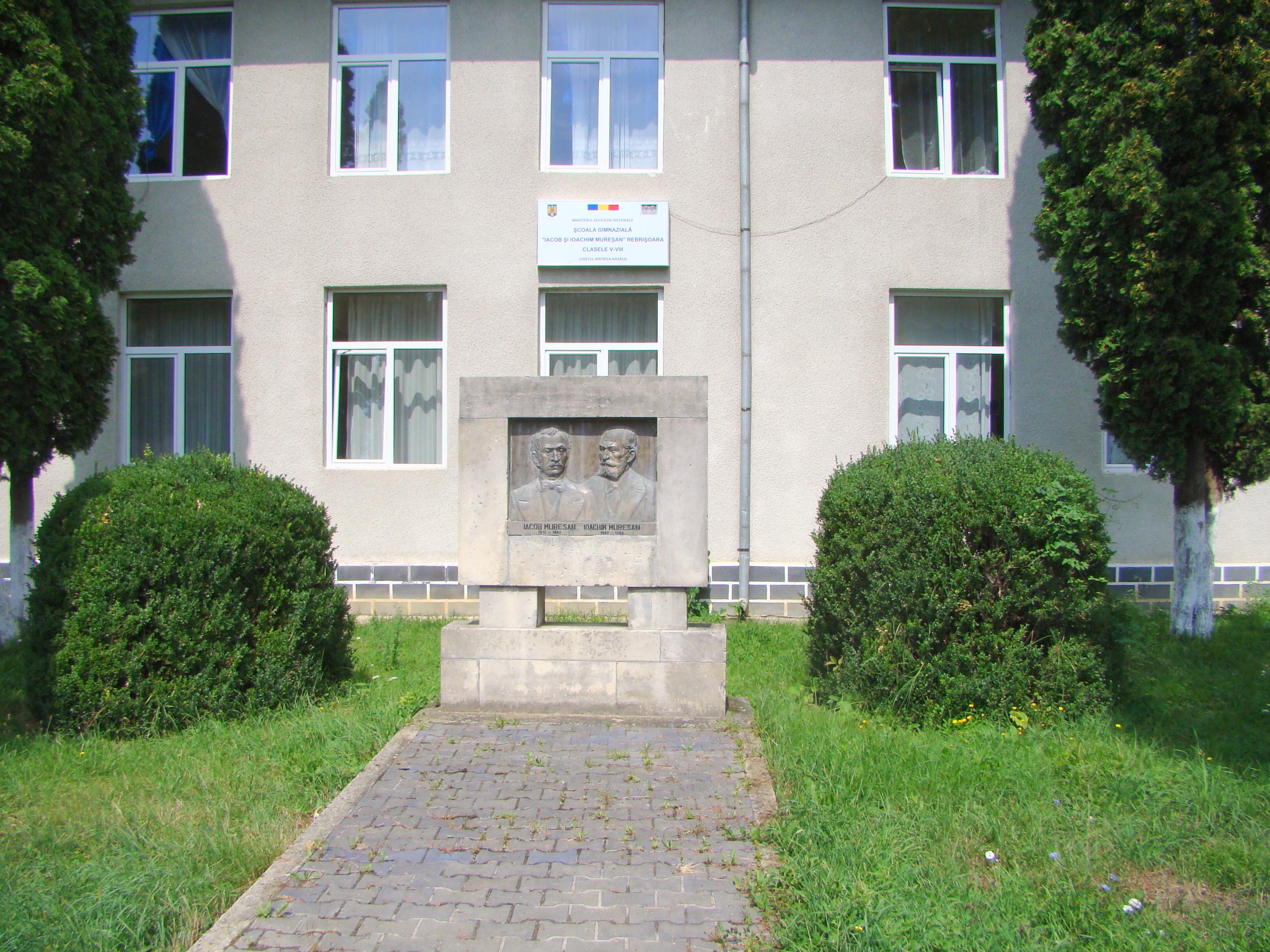
Relief de bronz închinat lui Iacob și Ioachim Mureșan (monument istoric)
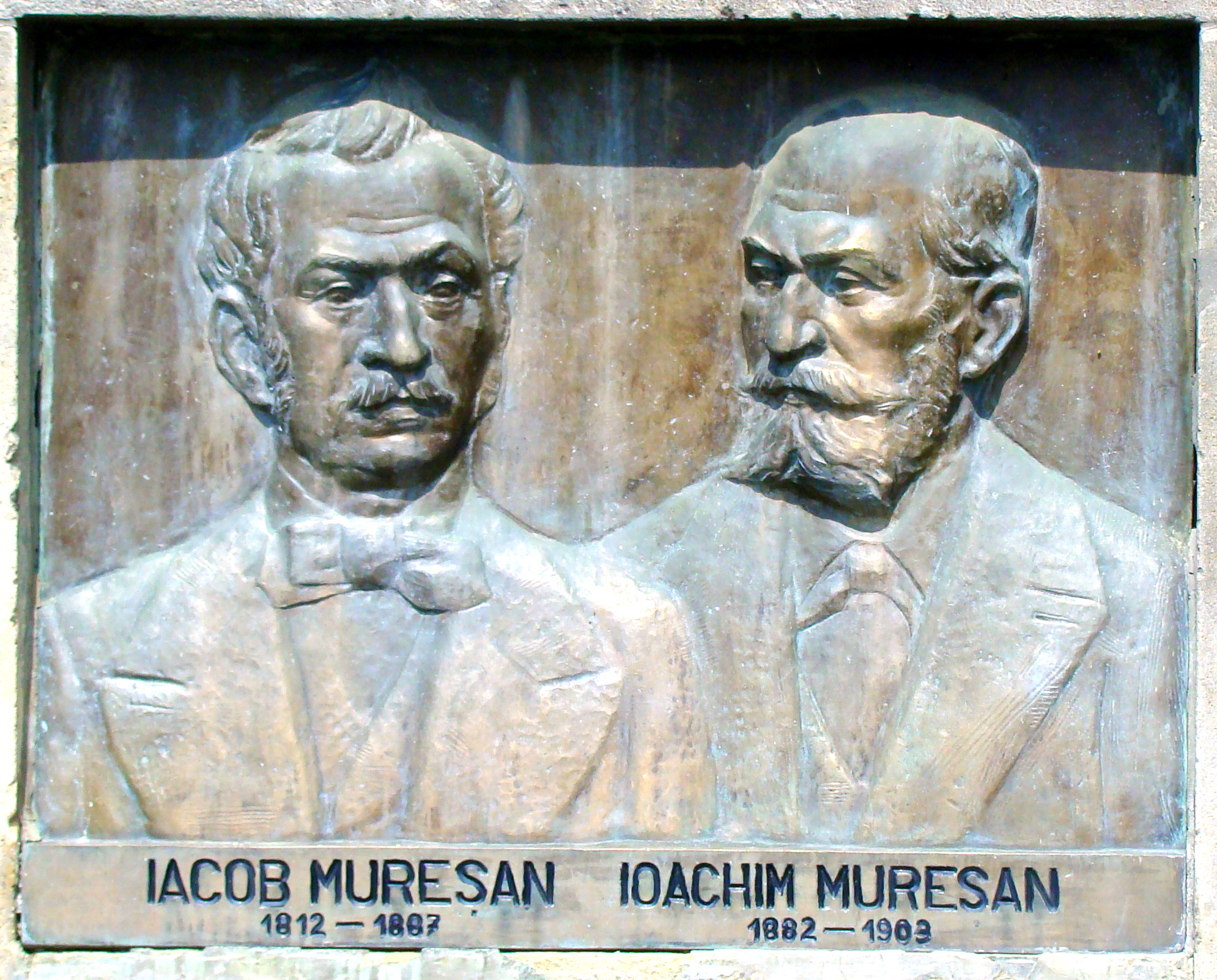
Relief de bronz închinat lui Iacob și Ioachim Mureșan (monument istoric)
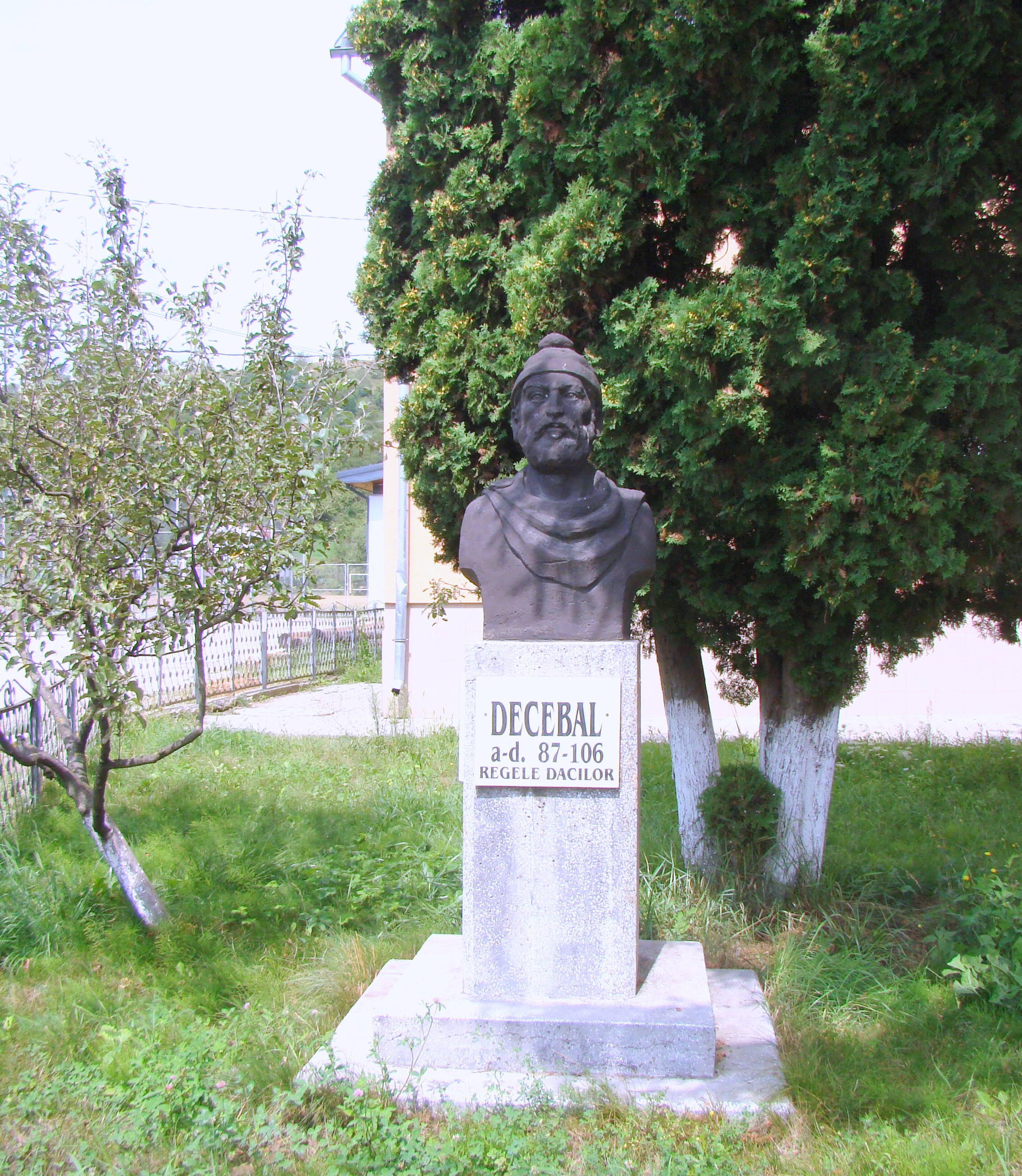
Bustul regelui Decebal
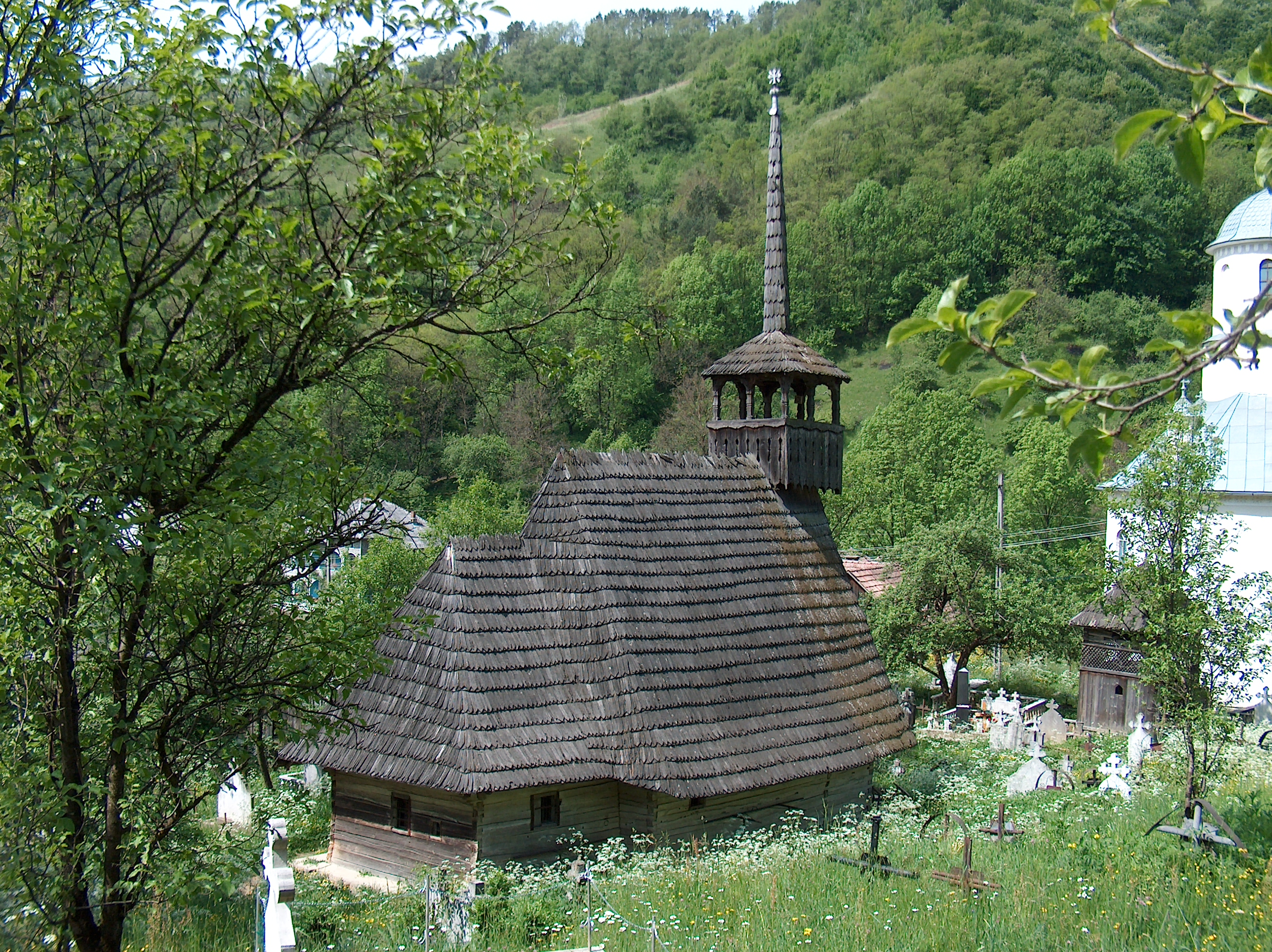
Biserica de lemn din Gersa I